# Rupert Moser
Rupert Moser (* 2. Juni 1944 in Horn, Kanton Thurgau) ist emeritierter assoziierter Professor für Sozialanthropologie und Afrikanistik der Universität Bern. Er führte Forschungen bei den vaterrechtlichen Ngoni und den mutterrechtlichen Mwera (siehe Ngindo) in Südtansania durch. Weitere Arbeiten beschäftigten sich mit der Swahili-Genese, Migrationen und religiösen Bewegungen.

## Leben
Moser begann 1963 das Studium der Ethnologie, Sozialanthropologie und Afrikanistik. 1971 promovierte er sich zum Dr. phil. und wurde zum Assistenten am Institut für Ethnologie der Universität Bern gewählt. Zu diesem Zeitpunkt nahm er auch Lehrveranstaltungen auf. 1975 wurde er zum Oberassistenten gewählt und für das Sommersemester 1975 sowie für das Wintersemester 1975/1976 übergangsweise mit der Leitung des Instituts für Ethnologie betraut. 1976 und 1977 hatte Moser einen Gastlehrauftrag an der Faculté des Lettres der Universität Fribourg. Ab 1978 gab Moser die Zeitschrift „Genève - Afrique, Zeitschrift der Schweizerischen Afrika-Gesellschaft“ (Bd. 16 bis Bd. 21) mit heraus.
Im Januar 1981 begann sein Habilitationsverfahren an der philosophisch-historischen Fakultät der Universität Bern. Am 21. Dezember 1981 erhielt Rupert Moser durch die Erziehungsdirektion des Kantons Bern die Lehrberechtigung als Hochschullehrer für Ethnologie, Sozialanthropologie und Afrikanistik. 1983 hielt er sich wieder zu Feldstudien in Tansania und Kenia auf, bevor er im Wintersemester 1983/1984 und im Sommersemester 1984 eine C4-Lehrstuhlvertretung am Institut für Ethnologie und Afrika-Studien an der Universität Mainz wahrnahm. Anschließend hielt er sich vom Sommer 1984 bis in den Sommer 1986 im Rahmen eines von ihm geleiteten Forschungsprojektes erneut in Tansania auf. Vom Wintersemester 1986/1987 bis Wintersemester 1991/1992 nahm er Lehraufträge an den Universitäten Bern und Zürich wahr und leitete unterschiedliche Forschungsvorhaben und Projekte.
Im Sommersemester 1992 folgte eine Lehrstuhlvertretung am Institut für Völkerkunde der Universität Tübingen. Im darauffolgenden Wintersemester koordinierte Moser das Projekt „Migrationen aus der Dritten Welt: Ursachen, Wirkungen, Handlungsmöglichkeiten“ der Universität Bern. 1993 wurde Rupert Moser Generalsekretär des Collegium generale der Universität Bern. Im Oktober 1995 wurde er zum Titularprofessor, im Februar 2008 zum Assoziierten Professor und im Juni 2009 zum Assoziierten Professor emeritus der Universität Bern ernannt. 2018 wurde Rupert Moser zum Ehrenmitglied der Schweizerischen Akademien der Wissenschaften, Sektion Société suisse d’etudes africaines, ernannt.
Er reist immer noch zu Feldaufenthalten nach Ostafrika und veranstaltet auch weiterhin Kurse über Ostafrika und Kiswahili-Sprachkurse.

## Werke (Auswahl)
als Autor
- Aspekte der Kulturgeschichte der Ngoni in der Mkoa wa Ruvuma, Tanzania. Materialien zum Kultur- und Sprachwandel (Veröffentlichungen der Schweizerischen Afrika-Gesellschaft; Bd. 3/4), (Beiträge zur Afrikanistik; Bd. 17). Schweizerische Afrika-Gesellschaft, Bern 1983 (zugl. Habilitationsschrift, Universität Bern 1981).
- Evaluation der Geisteswissenschaftlichen Forschung in der Schweiz. Grundlagenbericht für die Afrikastudien (Forschungspolitik; Bd. 31). Schweizerischer Wissenschaftsrat, Bern 1996 (Unter Mitarbeit von Beat Sottas).
- Die Förderung der Sozialwissenschaften im internationalen Vergleich. Eine Erhebung mit besonderer Berücksichtigung von Deutschland, den Niederlanden, Norwegen, Österreich und Schweden (Forschungspolitik; Bd. 7). Schweizerischer Wissenschaftsrat, Bern 1992.
- Die historische und kulturelle Entwicklung der Suaheli. Ein Beitrag zur Ethnohistorie der ostafrikanischen Küstengebiete. Dissertation, Universität Wien 1970.
- Leitfaden Kiswahili (Suaheli Grammatik). Institut für Sozialanthropologie der Universität, Bern 2005.
- Sprachführer Kiswahili (Suaheli Vokabulare). Institut für Sozialanthropologie der Universität, Bern 2007.

als Herausgeber
- Aspects of Tribal Life in South Asia. Strategy and Survival (Studia Ethnologica Bernensia; Bd. 1). Universität Bern, Bern 1978, ISBN 3-260-04529-5 (gemeinsam mit Mohan Gautam).
- Die Bedeutung des Ethnischen im Zeitalter der Globalisierung. Einbindungen, Ausgrenzungen, Säuberungen. Verlag Paul Haupt, Bern 2000, ISBN 3-258-06147-5.
- Bewältigung und Verdrängung spiritueller Krisen. Esoterik als Kompensation von Defiziten der Wissenschaft und der Kirchen. Verlag Peter Lang, Bern 1998, ISBN 3-906762-11-4 (gemeinsam mit Peter Rusterholz).
- Diachronica. Zum Verhältnis von Ethnologie, Geschichte und Geschichtswissenschaft. Paralleltitel: Du rapport entre ethnologie, histoire et connaissance de l'histoire. (Ethnologica Helvetica; Bd. 8). Schweizerische Ethnologische Gesellschaft, Bern 1984, ISBN 3-260-05085-X (gemeinsam mit Peter H. Kamber)
- Endzeiten, Wendezeiten. Verlag Peter Lang, Bern 2004, ISBN 3-906767-27-2 (gemeinsam mit Sara M. Zwahlen).
- Evolution in den Natur-, Sozial- und Geisteswissenschaften. Verlag Paul Haupt, Bern 2003, ISBN 3-258-06462-8 (gemeinsam mit Andreas Diekmann).
- Form und Funktion des Mythos in modernen und archaischen Gesellschaften. Verlag Paul Haupt, Bern 1999, ISBN 3-258-06015-0 (gemeinsam mit Peter Rusterholz).
- Innere Sicherheit und Lebensängste. Verlag Paul Haupt, Bern 1997, ISBN 3-258-05636-6 (gemeinsam mit Karl-Ludwig Kunz).
- Lebensräume. Naturwissenschaftliche und soziokulturelle Analysen. Verlag Peter Lang, Bern 1994, ISBN 3-906753-31-X (gemeinsam mit Maja Svilar).
- Migrationen aus der Dritten Welt. Ursachen und Wirkungen. 3. Aufl. Verlag Paul Haupt, Bern 1993, ISBN 3-258-04741-3 (gemeinsam mit Walter Kälin).
- Verlorene Paradiese. Verlag Paul Haupt, Bern 2004, ISBN 3-258-06757-0 (gemeinsam mit Peter Rusterholz).
- Wie verstehen wir Fremdes. Verlag Peter Lang, Bern 2005, ISBN 3-03910-472-1 (gemeinsam mit Peter Rusterholz).
- Wir sind Erinnerung. Verlag Paul Haupt, Bern 2003, ISBN 3-258-06560-8 (gemeinsam mit Peter Rusterholz).
- Zeit. Zeitverständnis in Wissenschaft und Lebenswelt. Verlag Peter Lang, Bern 1997, ISBN 3-906759-07-5 (gemeinsam mit Peter Rusterholz).